# Colégio de Gaia
Le Colégio de Gaia est un club portugais de handball basé à Vila Nova de Gaia.

## Palmarès
section féminine
- champion du Portugal en 1991, 2017 et 2019